# Minabe
Minabe (みなべ町, Minabe-chō) est un bourg du district de Hidaka, dans la préfecture de Wakayama, au Japon.

## Géographie

### Démographie
Au 1er décembre 2014, la population de Minabe s'élevait à 12 783 habitants répartis sur une superficie de 120,26 km2.

## Économie

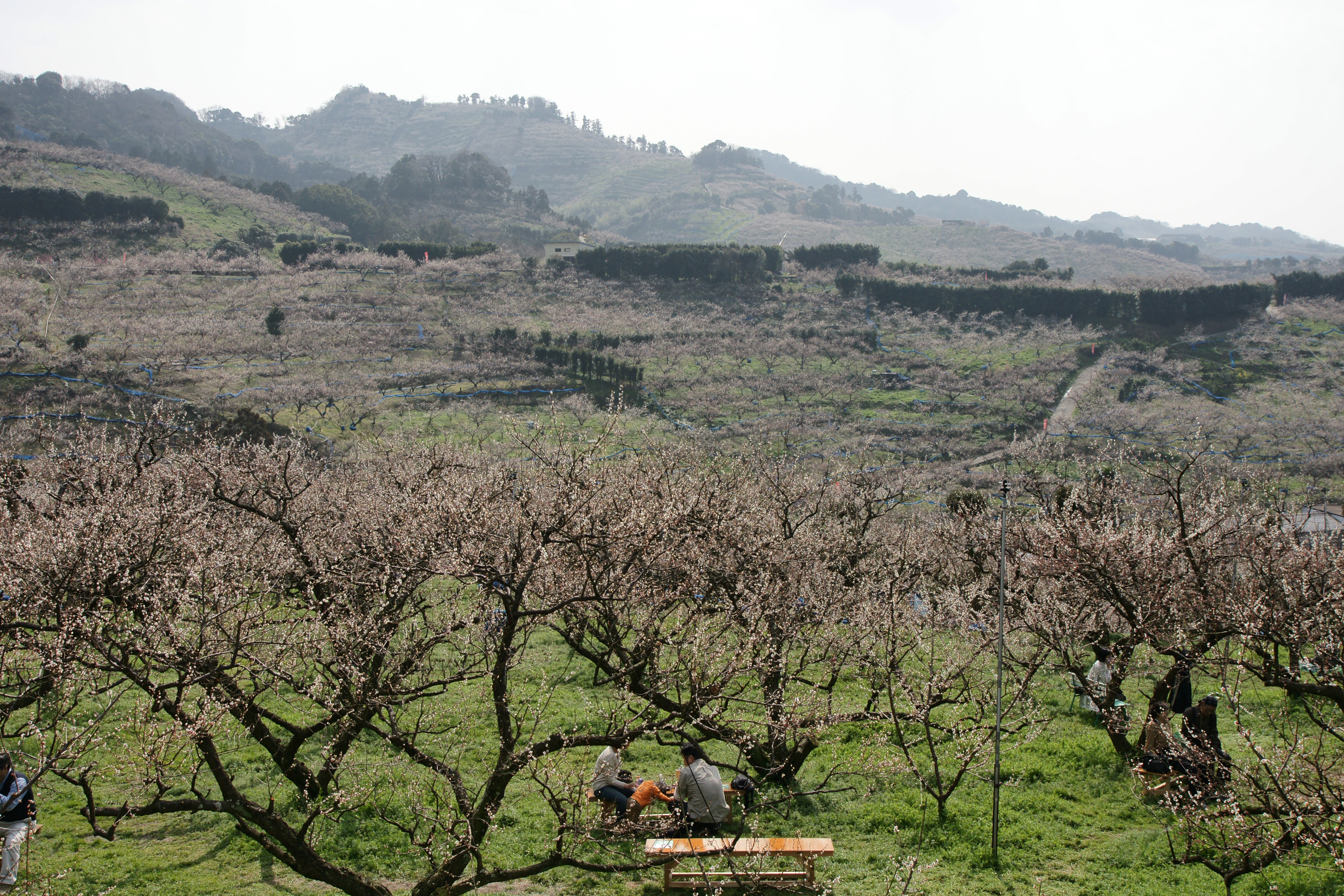
Plantation de pruniers à Minabe.

Le bourg de Minabe est réputé pour la qualité de ses prunes et sa production d'umeboshi.